# تشيتشك (سلماس)
تشيتشك هي قرية في مقاطعة سلماس، إيران. يقدر عدد سكانها بـ 691 نسمة بحسب إحصاء 2016.